# Dawid D’Or
Dawid D’Or (hebr. דוד ד'אור), właśc. David Nehaisi (ur. 2 października 1965 w Holonie) – izraelski kontratenor i kompozytor.

## Dzieciństwo i edukacja
Urodził się w Izraelu, jego przodkowie byli Żydami wydalonymi z Hiszpanii podczas inkwizycji hiszpańskiej w XV wieku. Jego pradziadek był wybitnym libańskim rabinem, jego ojciec natomiast przeniósł się z całą rodziną z Libii do Izraela.
Jako dziecko wykazywał zainteresowanie śpiewaniem, jego rodzice chcieli natomiast, by został prawnikiem lub lekarzem. Z czasem zaczął ćwiczyć śpiewanie w wyższych tonacjach i w tym kierunku rozwijał swoje zdolności wokalne. W 1991 roku D’Or dostał się do Konserwatorium Jerozolimskiego na wydział muzyki klasycznej, gdzie zaczął karierę śpiewaka tenorowego. Dyrektor muzyczny Izraelskiej Orkiestry Filharmonicznej, Zubin Mehta, zaproponował mu wówczas występ solowy w trasie koncertowej ze sztuką Carmina Burana Carla Orffa.

## Kariera muzyczna

### Początki kariery
Podczas trzyletniej służby wojskowej D’Or dołączył do militarnego zespołu muzycznego, w latach 1985-86 był członkiem sekcji rozrywkowej Centralnego Dowództwa Armii Wojskowej. W tym czasie razem ze swoimi kolegami z armii, Benny'm Nadlerem i Rivim Ben-Basztem, założył trio muzyczne o nazwie HaSzliszija, które rozpadło się po nagraniu jednego singla. Kilka miesięcy później założył kolejną formację – Kav 4, która zakończyła działalność przed wydaniem debiutanckiego albumu. 
W tym samym czasie D’Or otrzymał zaproszenie do występu w Teatrze Narodowym, w którym przez kolejne cztery lata zagrał w takich spektaklach, jak m.in. Blood Marriage, Cabaret, Cry the Beloved Country i Tartuffe. W tym czasie brał udział w zajęciach wokalnych u sopranistki Miriam Melzer z Akademii Muzyki i Tańca w Jerozolimie, którą ukończył.

### 1992-99:David D’Or,Begowa misztanei występ przed Janem Pawłem II
W 1992 roku D’Or wydał swój debiutancki album studyjny zatytułowany David D’Or. Płytę promował singiel „Yad anuga”. W kolejnym roku premierę miał drugi długogrający krążek piosenkarza zatytułowany Begowa misztane, na której znalazły się m.in. utwory „Ani af” i „Tiszmor al HaOlam Yeled”. Swoją wersję piosenki nagrała później hebrajska piosenkarka Liel Kolet. Album zdobył certyfikat podwójnej platynowej płyty. Na początku kwietnia D’Or wystąpił w krajowych eliminacjach do 38. Konkursu Piosenki Eurowizji z utworem „Parpar”, z którym zajął ostatecznie 4. miejsce. W kolejnym roku nagrał wraz z Dudu Fiszerem, Meirem Banaiem i Eranem Zurem numer „Lisa”, który znalazł się na płycie Radio Bla Bla zespołu The Friends of Natasza (hebr. החברים של נטאשה). 
W 1995 roku nawiązał współpracę z marokańsko-izraelskim piosenkarzem Szlomo Barem i zespołem grającym muzykę etniczną Habrera Hativit, z którymi nagrał płytę pt. David & Szlomo. W tym samym roku wystąpił w Watykanie przez Janem Pawłem II z okazji ustabilizowania sytuacji politycznej między Izraelem a Stolicą Apostolską, będąc tym samym pierwszym artystą, który wystąpił przed Papieżem. W 1997 roku wydał swoją czwartą płytę studyjną zatytułowaną Hahofa'a, którą nagrał w duecie z izraelską piosenkarką Etti Ankrią. Wydawnictwo otrzymało certyfikat podwójnej platynowej płyty. W 2001 ukazała się jego kolejna płyta pt. Baneszama, w tym samym roku otrzymał tytuł Izraelskiego piosenkarza roku i Najlepszego piosenkarza podczas ceremonii wręczenia nagród krajowego rynku fonograficznego. Po wyborze Liora Narkisa na reprezentanta Izraela podczas 47. Konkursu Piosenki Eurowizji w listopadzie 2002 roku kilku poprzednich przedstawicielu kraju w konkursie stwierdziło, że wybór D’Ora na lokalnego reprezentanta w finale widowiska byłby lepszym wyborem. Sam D’Or życzył piosenkarzowi powodzenia, dziękując przy okazji wszystkim za wsparcie dla jego twórczości.

### 2003-06:David D’Or & the Philharmonici Konkurs Piosenki Eurowizji
W kwietniu 2003 roku D’Or wydał swój pierwszy koncertowy album zatytułowany David D’Or & the Philharmonic, która zawierała zapis jednego z koncertów zagranych w towarzystwie 120-osobowej izraelskiej orkiestry filharmonicznej. Dwa tygodnie po premierze krążek otrzymał status złotej płyty w kraju. W listopadzie tego samego roku został wybrany wewnętrznie przez krajowego nadawcę publicznego Israel Broadcasting Authority (IBA) na reprezentanta Izraela w 49. Konkursie Piosenki Eurowizji organizowanym w 2004 roku w Stambule. W lutym telewizja zorganizowała specjalny koncert selekcyjny, podczas którego artysta wykonał cztery propozycje: „Freedom”, „Jamim towim”, „Bo'u Malachim” i „Le-ha’amin”, z którym ostatecznie wygrał eliminacje. Przed występem w widowisku nagrał reklamę telewizyjną dla jednej z krajowych sieci komórkowych. Podczas półfinału Konkursu Piosenki Eurowizji D’Or zaprezentował swoją propozycję w języku hebrajskim i angielskim, zajął ostatecznie 11. miejsce, przez co nie zakwalifikował się do rundy finałowej. W trakcie tygodnia prób do konkursu piosenkarz przerwał na dwa dni przygotowania do występu w celu wsparcia swojego chorego na cukrzycę ojca po zabiegu amputacji nogi. Niedługo potem mężczyzna zmarł. 
W czerwcu tego samego roku D’Or wydał minialbum zatytułowany Leha’amin, na którym znalazł się m.in. eurowizyjny singiel pod tym samym tytułem. Kilka tygodni później ponownie otrzymał tytuł Piosenkarza roku i Najlepszego piosenkarza podczas ceremonii wręczenie nagród krajowej branży fonograficznej. W listopadzie piosenkarz zagrał koncert w jednym z lokalnych klubów gejowskich w Tel Awiwie, podczas którego m.in. zaprezentował po raz pierwszy trzy swoje utwory w nowej, elektronicznej aranżacji. 
W styczniu 2005 roku wydał singiel zawierający jego wersję przeboju „Careless Whisper” George’a Michaela. Pod koniec marca kolejnego roku premierę miała jego kolejna płyta zatytułowana Kmo HaRuach, na której znalazły się utwory nagrane w duecie z takimi krajowymi wykonawcami jak m.in. Arkadi Duchin, Arik Einstein, Szlomi Szabat i Ehud Banai. W tym samym roku nagrał w duecie z Subliminalem utwór „Ten koah”, który znalazł się na czwartym albumie rapera pt. Bidjuk ksze-chaszawtem sze-ha-kol nigmar, a także pojawił się gościnnie w piosence „Atzlano kafar todrah” z jego płyty zatytułowanej The Rough Guide to the Music of Israel.

### Od 2007:Halelu-Songs of Davidoraz występ przed Martinem Luthrem Kingiem III i Benedyktem XVI
W maju 2007 roku D’Or wystąpił w duecie z sopranistką Seiko Lee podczas światowej premiery sztuki Halelu-Songs of David wystawionej w Belgradzie. Spektakl został zaprezentowany w sześciu krajach wschodnio-europejskich, m.in. na Cyprze. Latem tego samego roku zaśpiewał przed Martinem Luthrem Kingiem III podczas Konferencji Inicjatywy Pokojowej na Bliskim Wschodzie zorganizowanej w Tel Awiwie. W 2008 roku King zaprosił artystę do udziału w koncercie Realize the Dream zorganizowanym z okazji obchodów jego urodzin w Nowym Jorku. Wcześniej, bo w grudniu 2007 roku ukazała się jego druga płyta studyjna pt. Live Show, a w 2008 roku – album zatytułowany Szirat rabim, na którym znalazł się zbiór modlitw poznanych w dzieciństwie. Trzy tygodnie po premierze krążek zdobył certyfikat złotej płyty. 
W latach 2008–09 występował podczas serii koncertów charytatywnych Voice of Love organizowanych przez Fundację Tzu Chi w Stanach Zjednoczonych i Azji, wydał także specjalne wydawnictwo koncertowe pod tym samym tytułem, zysk ze sprzedaży którego został przekazany na cele dobroczynne. W maju 2009 roku wystąpił razem z Dudu Fiszerem i Chórem Arabsko-Żydowskich Dziewczyn podczas wizyty papieża Benedykta XVI w domu izraelskiego prezydenta Szimona Peresa.
W sierpniu 2013 roku ukazała się kolejna płyta D’ora zatytułowana Makom leahava – Haosef, którą nagrał we współpracy z takimi wykonawcami, jak Arik Einstein, Miri Mesika, Jasmin Lewi, Szlomi Szabat, Ehud Banai, Gipsy Reyes, Arkadi Duchin, Eti Ankri, Szlomo Bar i Kobi Aflalo. W sierpniu 2014 roku wystąpił w Polsce jako gość specjalny podczas koncertu zamknięcia XI Festiwalu Kultury Żydowskiej „Warszawa Singera”. W 2017 roku ponownie wystąpił na festiwalu.

## Życie prywatne
D’Or jest mężem projektantki biżuterii Pazit, którą poznał podczas nauki w liceum w Bat Jam. Para ma dwójkę dzieci i mieszka w Sawionie niedaleko Tew Awiwu. Pazit pełni także funkcję menedżerki wokalisty.

## Kontrowersje
W lipcu 2004 roku D’Or doprowadził do wstrzymania projekcji filmu Shrek 2 w krajowych kinach z powodu naruszenia jego dobrego imienia przez tłumaczy skryptu. Piosenkarza poruszyło przetłumaczenie zdania „Let's bobbitt him” (pol. Amputuj mu penisa nożyczkami) na „Let’s David D’Or him” (hebr. Na’aseh lo ma’aseh David D’Or, pol. Zrób z niego Davida D’ora), co – jego zdaniem – miało powiązać jego nazwisko z kastracją. Sąd rejonowy w Tel-Awiwie zarządził wycofanie wersji filmu z obraźliwym tłumaczeniem oraz zażądał od dystrybutorów zmiany tekstu.

## Dyskografia

### Albumy studyjne
- David D’Or (1992)
- Begowa misztane (1993)
- David & Szlomo (ze Szlomo Barem; 1995)
- Hahofa'a (z Etti Ankrią; 1997)
- Baneszama (2001)
- Kmo HaRuach (2006)
- Voice of Love (2008)
- Voice of Love 2 (2011)
- Makom leahava – Haosef (2013)

### Minialbumy (EP)
- Leha’amin (2004)

### Albumy koncertowe
- David D’Or Veha Philharmonic (2003)
- Live Show (2007)